# Enrico Pazzi

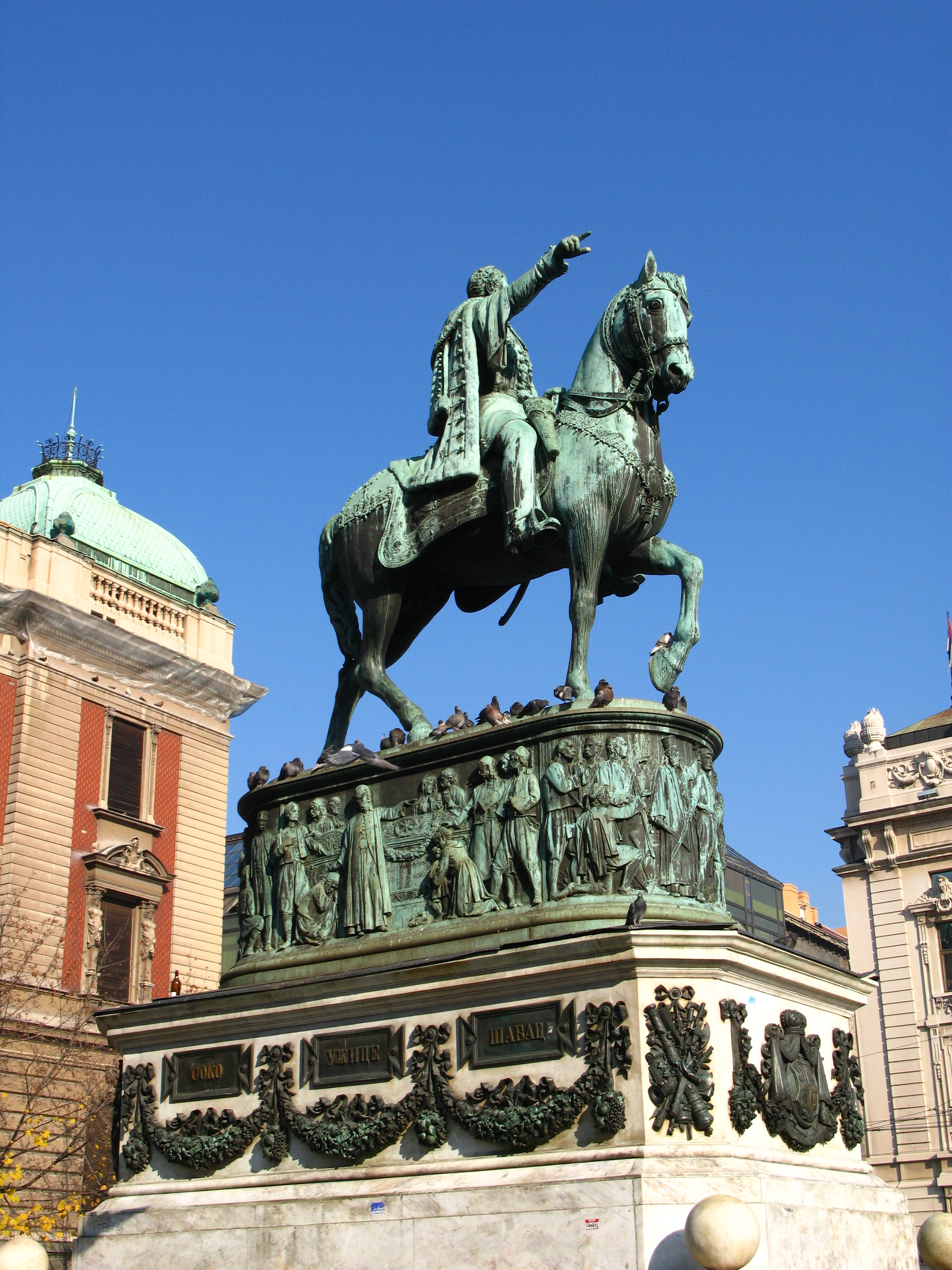
Monument au prince Michele Obrenovitsch de Serbie à Belgrade.

Enrico Pazzi (Ravenne, 20 juin 1818 - Florence, 27 mars 1899) est un sculpteur italien à qui fut confiée la réalisation du monument à Dante  du parvis de la basilique Santa Croce de Florence, en 1865 pour le 6e centenaire de sa naissance.

## Biographie
Enrico Pazzi grandit à Ravenne sur la côte Adriatique et étudie à l'académie d'art local. En 1845, il remporte une bourse de trois ans pour étudier à Florence dans l'atelier du célèbre sculpteur Giovanni Duprè. 
Devenu artiste prolifique,  ses œuvres comprennent une autre statue florentine, celle de Jérôme Savonarole (1872), à l'origine placé dans la Salle des Cinq-Cents du Palazzo Vecchio avant son transfert Piazza Savonarole en 1921.

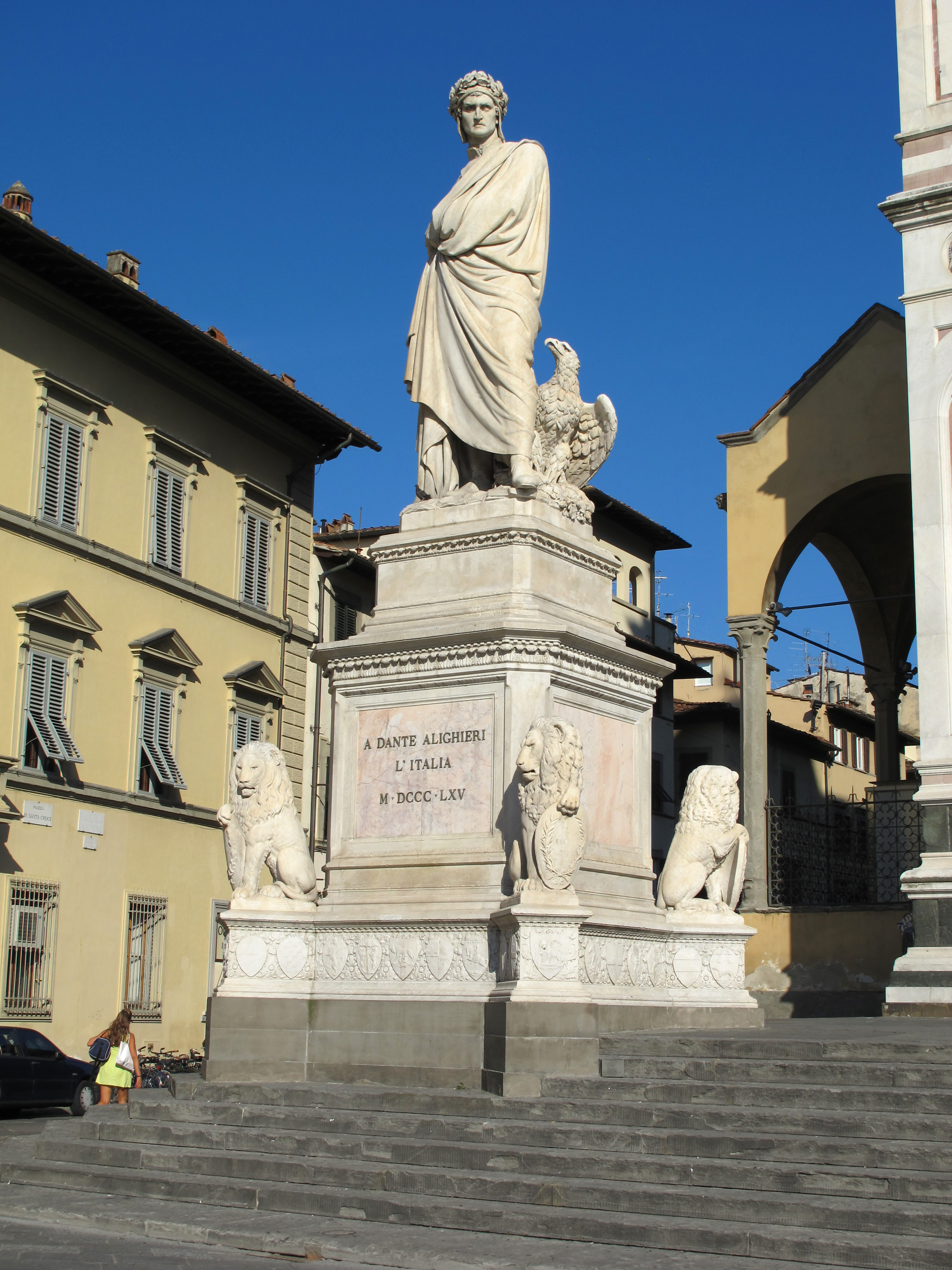
Monument à Dante à Santa Croce.

## Œuvres
- Monument à Dante (1865), Piazza Santa Croce, Florence.
- Jérôme Savonarole[1] au Palazzo Vecchio, puis piazza Savonarole, Florence
- Le Prince Michele Obrenovitsch de Serbie (1883), Belgrade.

## Sources
- (en) Notice